# Juan Calzadilla
Pour les articles homonymes, voir Calzadilla.
Juan Calzadilla est un poète, peintre et critique d'art vénézuélien né à Altagracia de Orituco (État de Guárico) le 16 mai 1930 et mort à Caracas le 15 juin 2025.

## Biographie

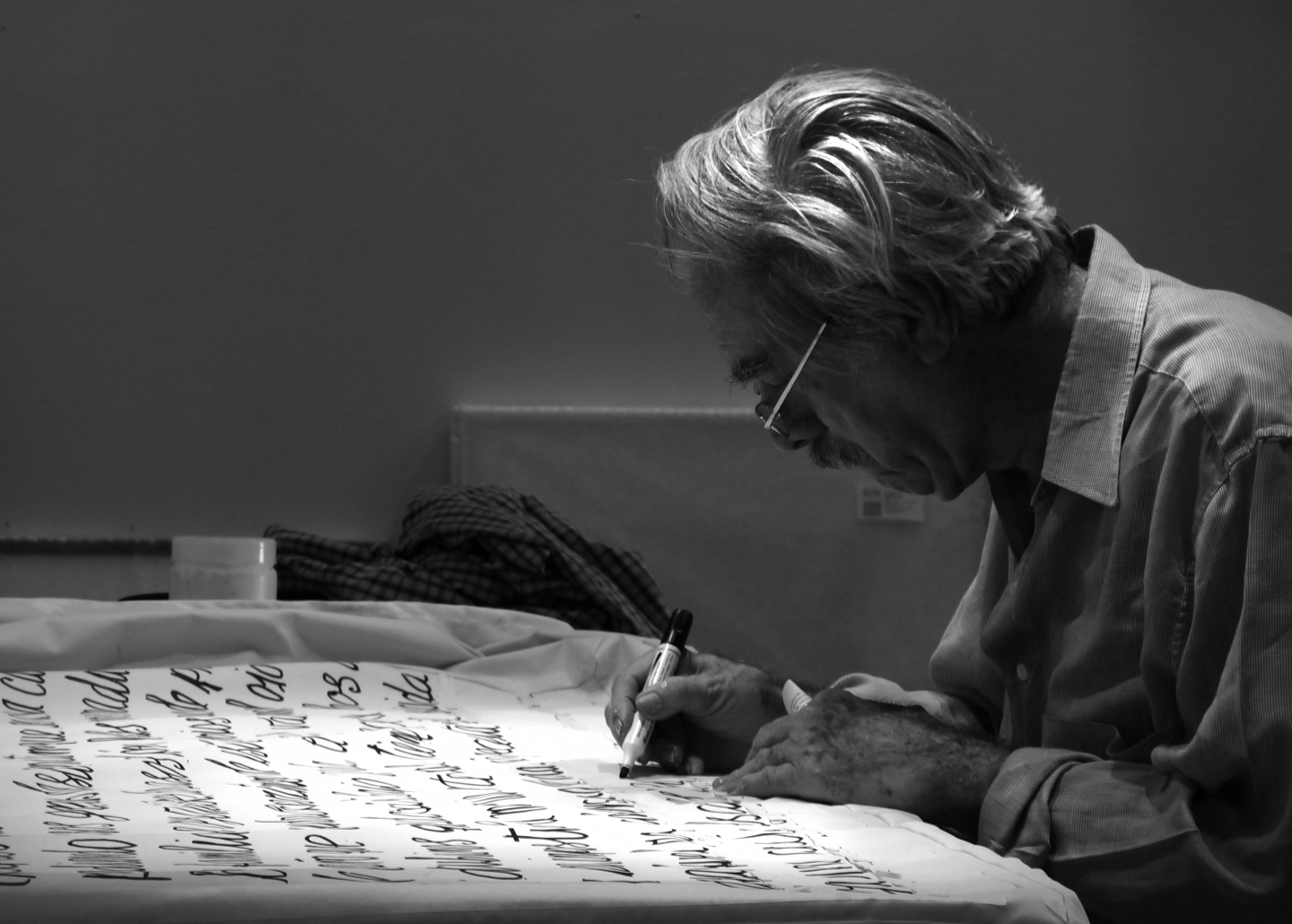
Juan Calzadilla en 2009.

Juan Calzadilla étudie à l'Universidad Central de Venezuela et à l'Instituto Pedagógico Nacional. Il est cofondateur du groupe  El techo de la ballena (1961) et de la publication Imagen (l984).

## Œuvres
- Dictado por la jauría (1962)
- Malos modales (1968)
- Oh smog (1978)
- Antología paralela (1988)
- Minimales (1993)
- Principios de Urbanidad (1997)
- Corpolario (1998)
- Diario sin sujeto (1999)
- Aforemas (2004)
- Vela de armas (2008)
- Noticias del alud (2009)

## Récompenses
- Premio Nacional de Artes Plásticas de Venezuela, 1997